# 아르투로 델 푸에르토
아르투로 델 푸에르토(Arturo Del Puerto)는 영화배우, 텔레비전 배우이다. 피어 더 워킹 데드, 시카고 PD, 라이드 어롱 2 및 애플 TV+ 오리지널 SF 우주 드라마 시리즈 포 올 맨카인드에서 역할로 유명한 미국 배우이다.

## 생애
델 푸에르토(Del Puerto)는 푸에르토리코인과 스페인인 혈통이다. 마드리드에서 연기와 노래를 공부했고 뉴욕의 UCB 센터에서 즉흥 연주를 공부했다.

## 영화
- 더 해피즈 (2016년)
- 30 나이츠 오브 파라노말 액티비티
- 인디펜던스 데이: 리써전스
- 라이드 어롱 2

## 텔레비전
- 멘탈리스트 (드라마)
- 디펜더스: 유쾌한 변호사들
- 본즈 (드라마)
- 터치 (2012년 드라마)
- 레이징 호프
- CSI: 과학수사대
- 오스틴 & 앨리
- 더 브릿지: 조각 살인마
- 리졸리 앤 아일스
- 시카고 PD
- NCIS (드라마)
- 꼬마의사 맥스터핀스
- 피어 더 워킹 데드
- 더 매지션스
- 베터 씽스
- 플래시 (드라마)
- 도날드 덕 가족의 모험
- 포 올 맨카인드
- 아발로 왕국의 엘레나
- 빅 스카이 (2020년 드라마)
- 웨스트월드 (드라마)